# Термінал ЗПГ Фос-Каву
Термінал ЗПГ Фос-Каву – інфраструктурний об`єкт для прийому та регазифікації зрідженого природного газу у Франції. Розташований на південному середземноморському узбережжі у Фос-сюр-Мер.
Термінал потужністю 8,25 млрд.м3 на рік ввели в експлуатацію у 2010 році. Первісно його запуск планувався на 2007-й, проте був спочатку затриманий інцидентом на трубопроводі, а потім запізненням з поставкою охолоджуючого обладнання. В технологічному процесі для нагрівання ЗПГ використовується вода з Середземного моря. Після регазифікації блакитне паливо постачається до газотранспортної системи Франції через компресорну станцію Saint-Martin-de-Crau.
Причальне господарство може обслуговувати танкери вантажоємністю до 260000 м3. Для зберігання продукції перед регазифікацією споруджено три резервуари з об`ємом по 110000 м3 кожен. Існують плани збільшення потужності терміналу до 16,5 млрд.м3 на рік, для чого зокрема збудують один або два додаткові резервуари.
Проект реалізовано консорціумом у складі GDF Suez (71,99%) і Total (28,10%). Управління терміналом, так само як і ще двома аналогічними об`єктами у Франції – Монтур-де-Бретань і Фос-Тонкін, здійснює Elengy, дочірня компанія GDF Suez.